# Joseph Mokobe Ndjoku
Joseph Mokobe Ndjoku (* 15. August 1949 in Djombo) ist ein kongolesischer Geistlicher und emeritierter römisch-katholischer Bischof von Basankusu.

## Leben
Joseph Mokobe Ndjoku empfing am 23. Dezember 1978 das Sakrament der Priesterweihe für das Bistum Basankusu.
Papst Johannes Paul II. ernannte ihn am 6. Dezember 1993 zum Bischof von Bokungu-Ikela. Die Bischofsweihe spendete ihm der Erzbischof von Mbandaka-Bikoro, Joseph Kumuondala Mbimba, am 20. März des folgenden  Jahres; Mitkonsekratoren waren Erzbischof Faustino Sainz Muñoz, Apostolischer Nuntius in der Demokratischen Republik Kongo, und Ignace Matondo Kwa Nzambi CICM, Bischof von Basankusu. Sein Wahlspruch lautet Sapientia et Fortitude Eius (nach Off 5,12 , deutsch: Seine Weisheit und Stärke).
Ab Sommer 1998 verwaltete er zusätzlich das vakante Bistum Basankusu als Apostolischer Administrator.
Am 9. November 2001 wurde er zum Bischof von Basankusu ernannt. Papst Franziskus nahm am 11. November 2023 seinen vorzeitigen Rücktritt an.